# Reddingsvlot

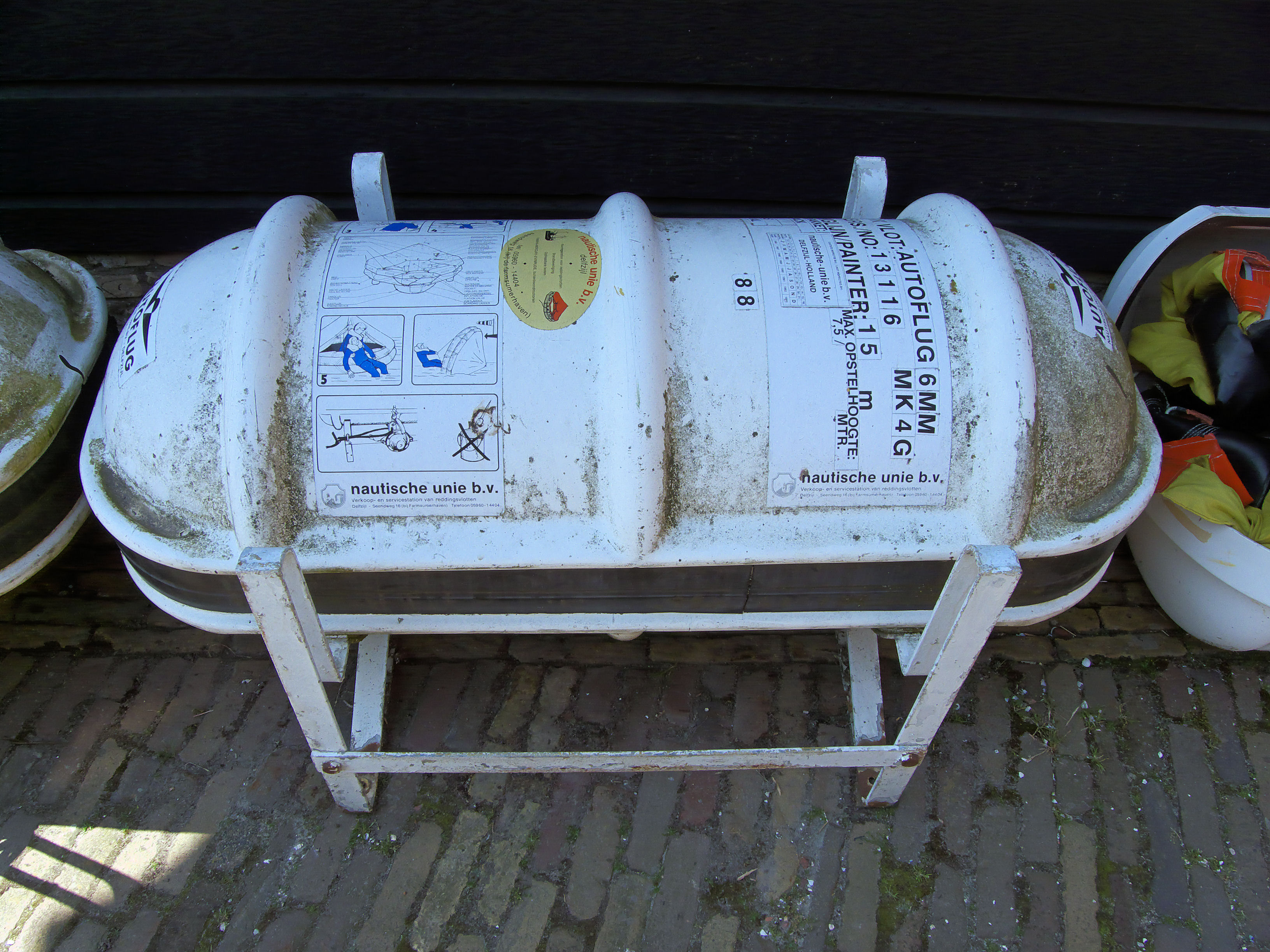
Container met reddingsvlot

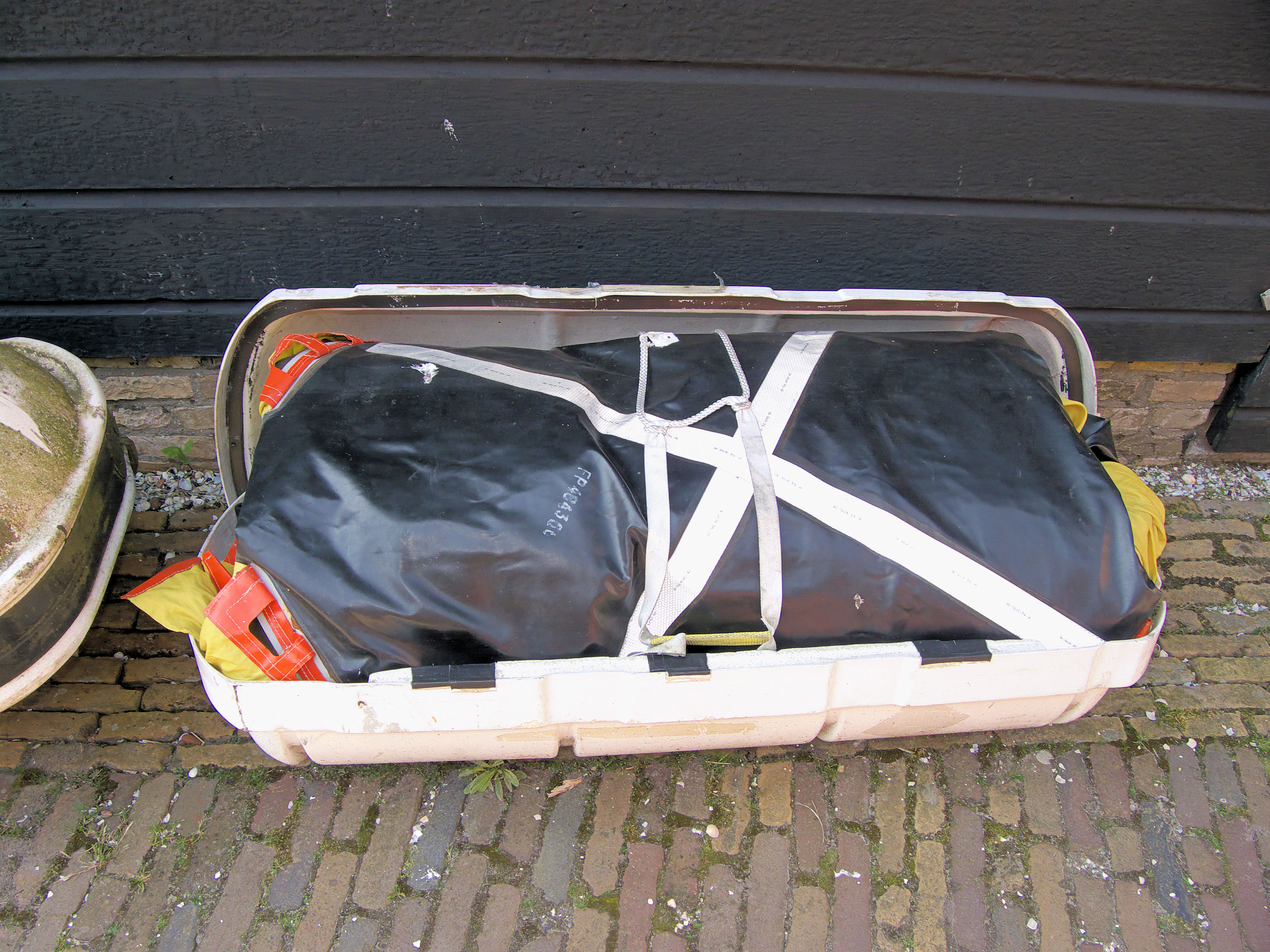
Open container met reddingsvlot

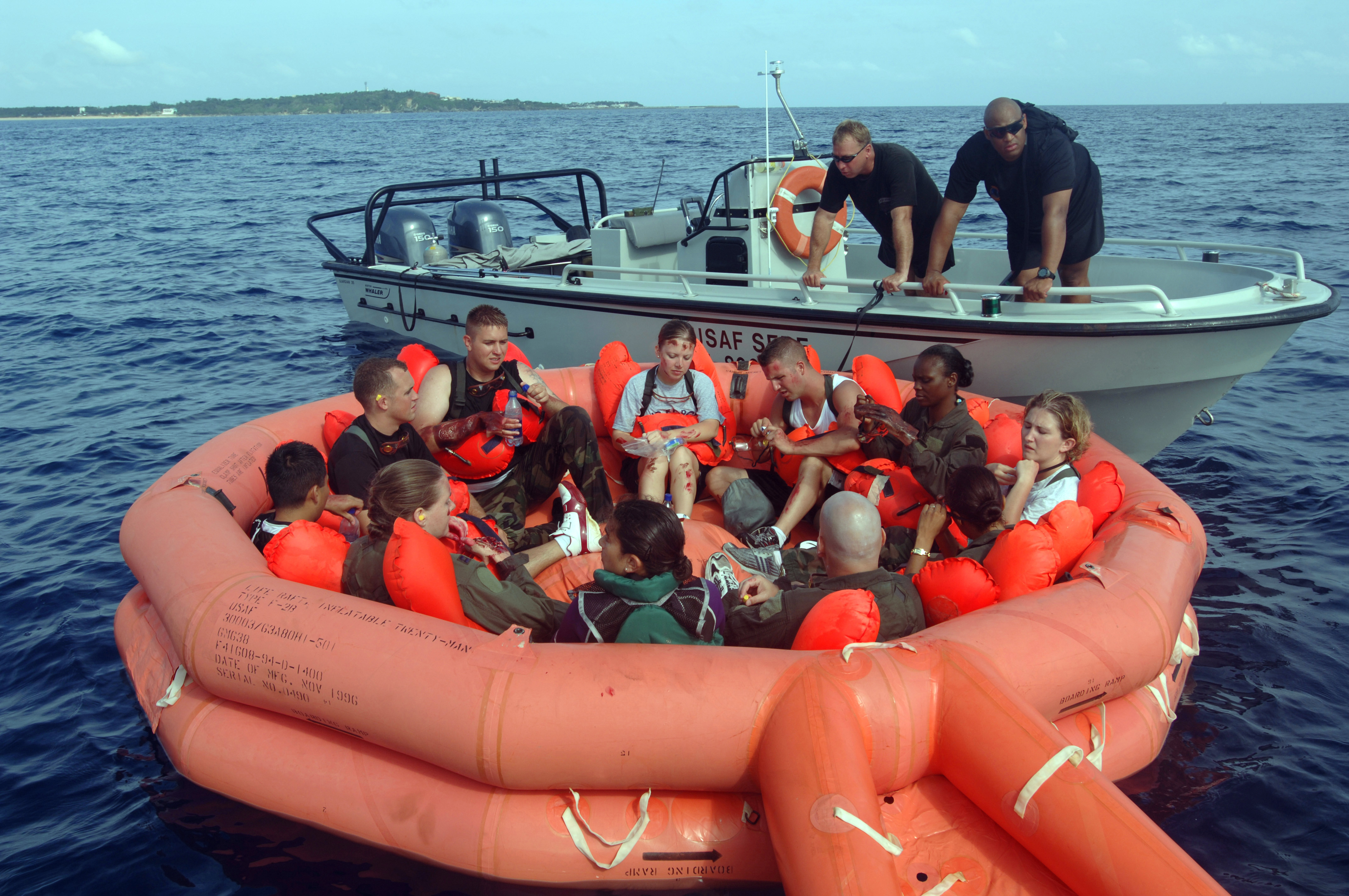
Reddingsvlot voor 20 personen

Een reddingsvlot is aanwezig op veel schepen voor het geval dat een schip in nood komt te verkeren. Het is verpakt in een container. De meeste reddingsvlotten blazen zichzelf op met CO2 en/of stikstof door een gas-geactiveerde ontsteking en richten zichzelf ook op. Een reddingsvlot is recht- of achthoekig.
De eisen die aan een vlot worden gesteld verschillen van land tot land. Het vlot bij grote schepen moet in ieder geval voorzien zijn van voldoende vast voedsel (500 gram per persoon) en drinkwater (halve liter per persoon) om er enige tijd in te kunnen overleven.

## Reddingsvlot voor kleine vaartuigen
In Nederland worden echter geen eisen gesteld, maar bijvoorbeeld in Frankrijk wel. Voor reddingsvlotten aan boord van pleziervaartuigen tot 24 meter is er vanaf maart 2005 nieuwe internationale regelgeving: ISO 9650. Er zijn reddingsvlotten voor vanaf 4 tot aan 12 personen. De standaard uitrusting van een ISO-9650-1 groep A vlot is: 
- 1 hoosvat
- 2 sponzen
- 2 peddels
- 1 fluit
- 1 waterdichte zaklantaarn met batterijen
- 1 seinspiegel
- 1 verpakking anti-zeeziekte tabletten
- 1 zeeziekte zak
- 3 rode handsignalen
- 2 rode parachute rockets
- 1 reparatieset
- 1 handpomp

## Reddingsvlot voor de beroepsvaart
Voor de beroepsvaart zijn er reddingsvlotten voor vanaf zes personen tot aan 65 personen. 
De International Convention for the Safety of Life at Sea (SOLAS) en de International Life-Saving Appliance Code (LSA) hebben een lijst opgesteld met voorwerpen die, op een reddingsvlot dat in internationale wateren gebruikt wordt, aanwezig moeten zijn.